# シカゴ万国博覧会 (1933年)
シカゴ万国博覧会（シカゴばんこくはくらんかい、A century of progress International Exposition、Expo 1933）は、1933年5月27日から11月12日、および1934年5月26日から10月31日まで開催された国際博覧会である。

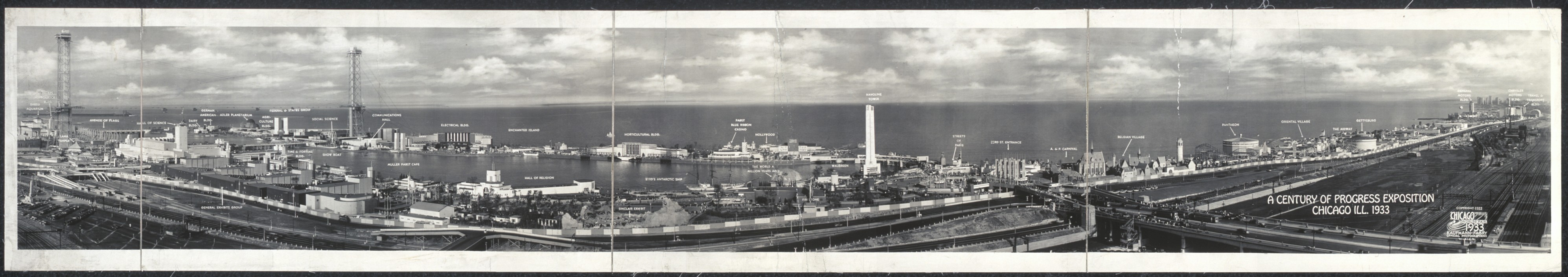
シカゴ万博会場全景

シカゴ市制100周年を記念したもので、この博覧会で初めてテーマ（「進歩の一世紀」）が設定された。21ヶ国が参加し、会期中2232万人が来場した。

## 関連項目

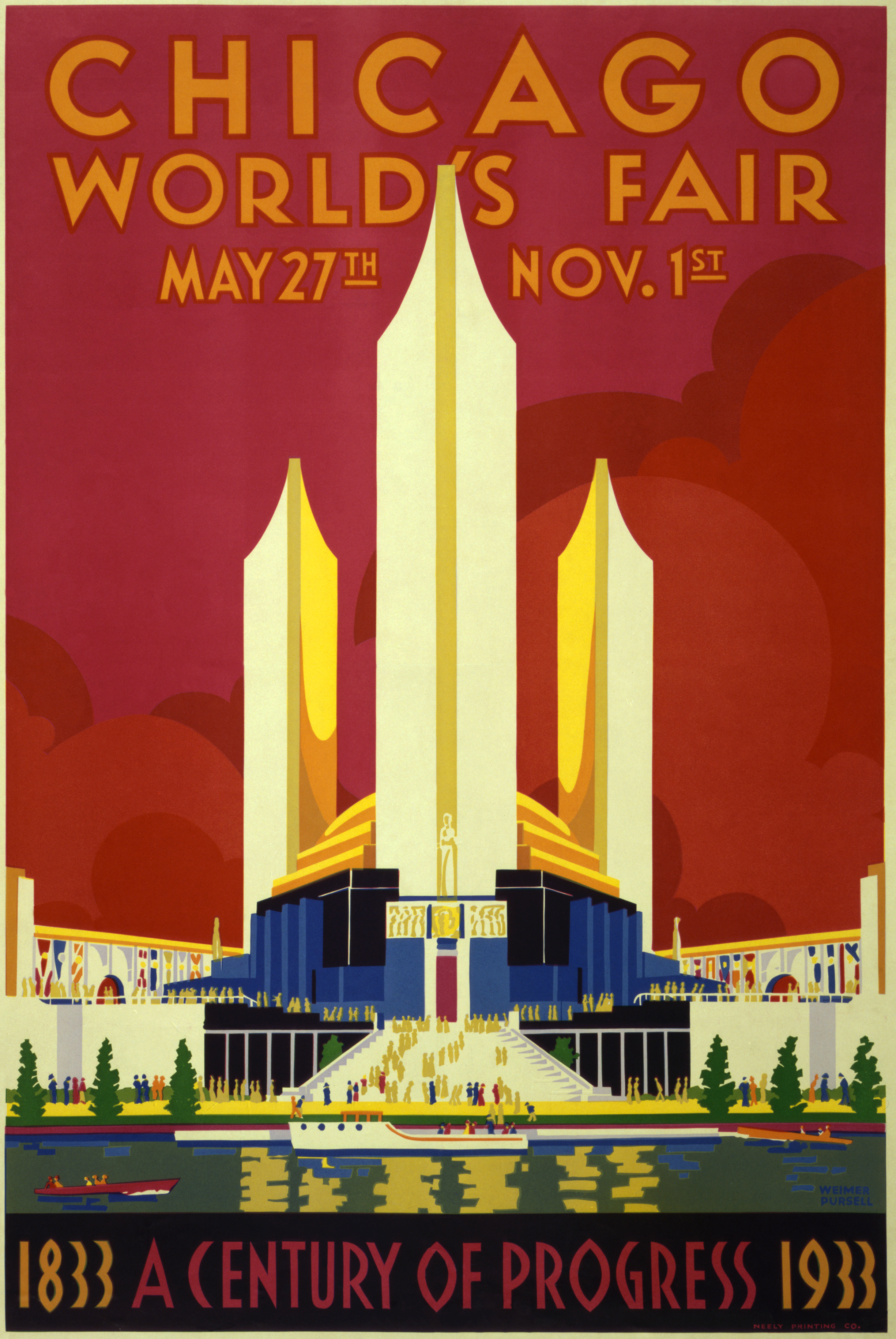
シカゴ世界博の公式ポスター